# Krates z Elidy
Krates z Elidy (Κράτης) – starożytny grecki herold (keryks), olimpijczyk. Pierwszy w historii zawodnik, który zwyciężył w zawodach heroldów na igrzyskach olimpijskich, co miało miejsce w 396 roku p.n.e.